# IC 4145
IC 4145 је спирална галаксија у сазвјежђу Ловачки пси која се налази на листи објеката дубоког неба у Индекс каталогу.
Деклинација објекта је + 38° 17' 11" а ректасцензија 13h 3m 49,8s. Привидна величина (магнитуда) објекта IC 4145 износи 15,0 а фотографска магнитуда 15,8. IC 4145 је још познат и под ознакама Reiz 3199, PGC 2122937.